# Kasteelbrakel
Kasteelbrakel (Frans: Braine-le-Château; Waals: Brinne-Tchestea; in het nabijgelegen Halle: Brinnekasteel) is een plaats en gemeente in de provincie Waals-Brabant in België. De gemeente telt ruim 10.000 inwoners.

## Geschiedenis
Eeuwenlang hoorde Kasteelbrakel bij het graafschap Henegouwen, alhoewel het omringd was door gebieden die tot het hertogdom Brabant behoorden.

## Kernen

### Deelgemeenten
| # | Naam          | Opp. (km²) | Inwoners (2020) | Inwoners per km² | NIS-code |
| - | ------------- | ---------- | --------------- | ---------------- | -------- |
| 1 | Kasteelbrakel | 14,45      | 6.927           | 479              | 25015A   |
| 2 | Woutersbrakel | 8,30       | 3.619           | 436              | 25015B   |

## Bezienswaardigheden
- De schandpaal in 1521 opgericht in opdracht van Maximiliaan van Horne, kamerheer van keizer Karel V
- Het baljuwhuis uit ca. 1535
- De banmolen, een watermolen op de Hain, voor het eerst vermeld in 1226, nog verbouwd in 1830, in werking tot 1947 en vanaf 1973 een molenmuseum.
- De Ferme de Binchfort, al in 1587 vermeld. Huidige gebouwen voornamelijk 17e- en 18e-eeuws.
- De Ferme Des Champs met een middeleeuwse woontoren die in de 16e eeuw werd herbouwd.
- Het Château de Hornes is eigendom geweest van de Hornes en later tot 1835, door huwelijk, van de familie Thurn und Taxis. Het heeft nog de middeleeuwse grondslag en werd onder meer in de 17e eeuw hersteld en uitgebreid.
- Het Château de Samme, gebouwd in 1846 maar in 1915 in brand gestoken. In 1926 kwam er een nieuw kasteel. Achter het kasteel ligt het Bois de Samme.
- De Sint-Remigiuskerk (Église Saint-Remi) is een bakstenen neogotische kerk van 1860.
- De Chapelle Notre-Dame au Bois is een kapel die teruggaat tot 1697 toen een miraculeus Mariabeeld werd gevonden aan een boom. De kapel werd vooral vormgegeven in 1740 en 1774.
- De Heilig Kruiskapel, een betreedbare kapel van 1617 met dakruiter.

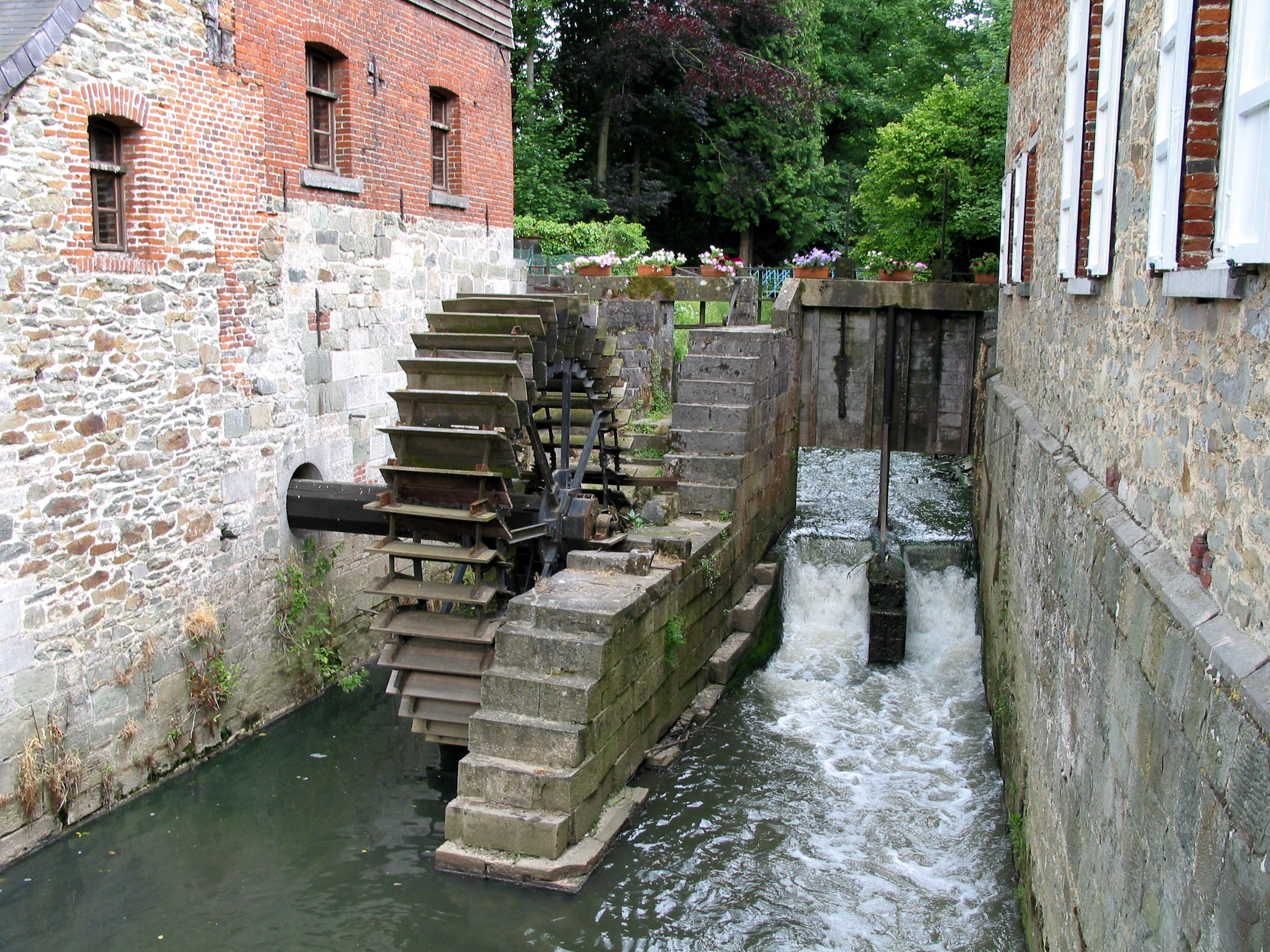
Banmolen
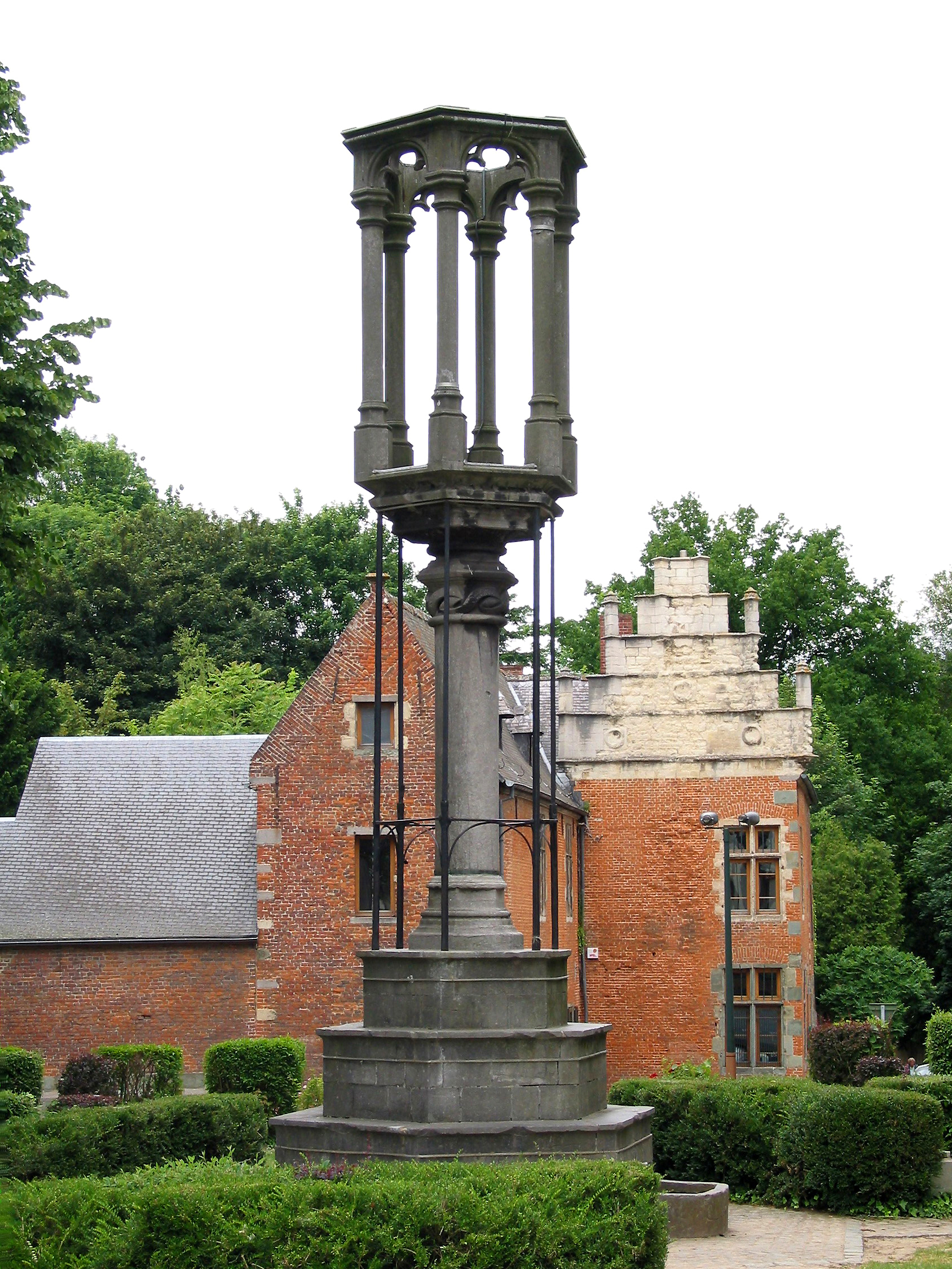
Schandpaal voor het baljuwhuis
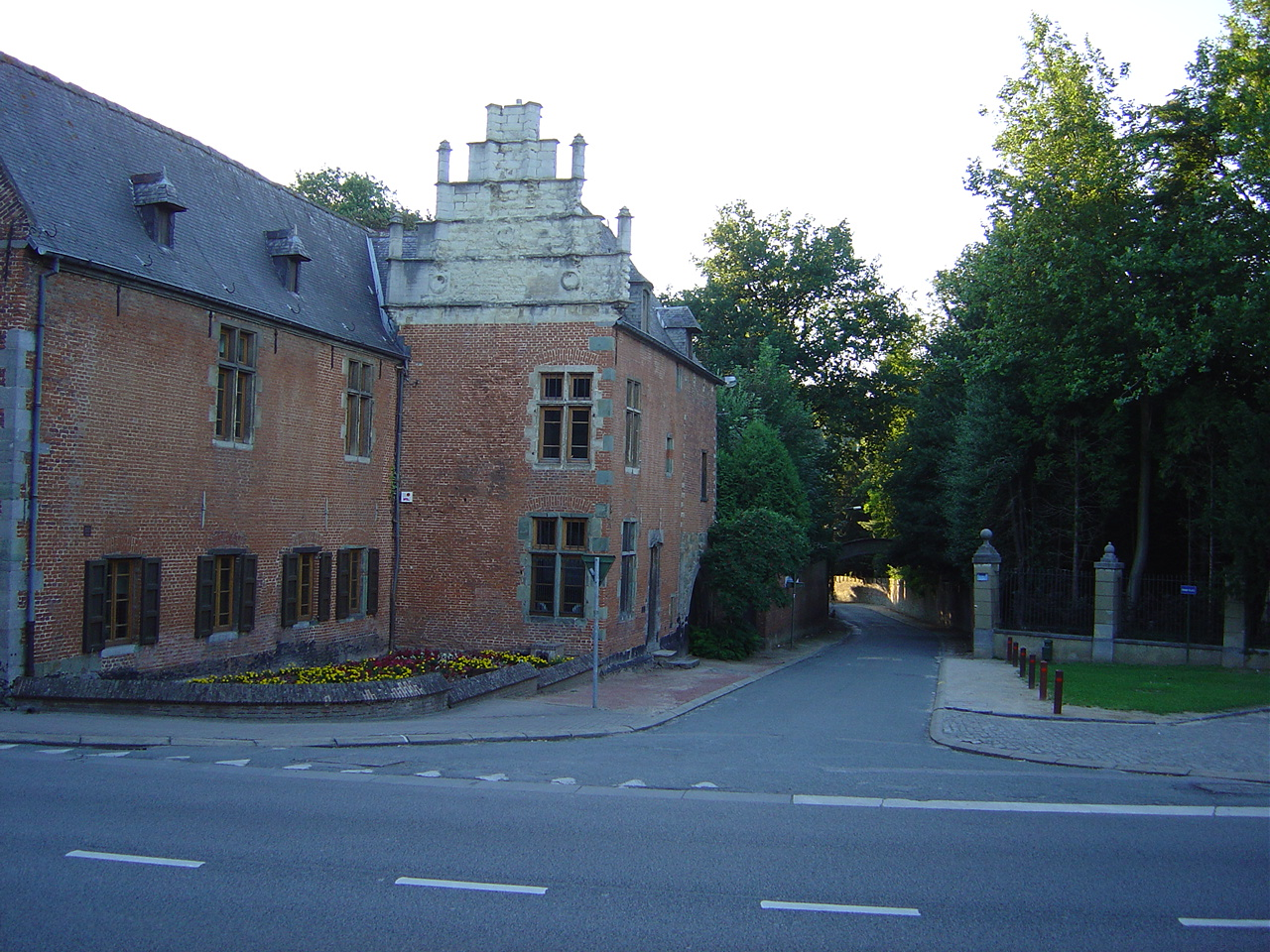
Baljuwhuis
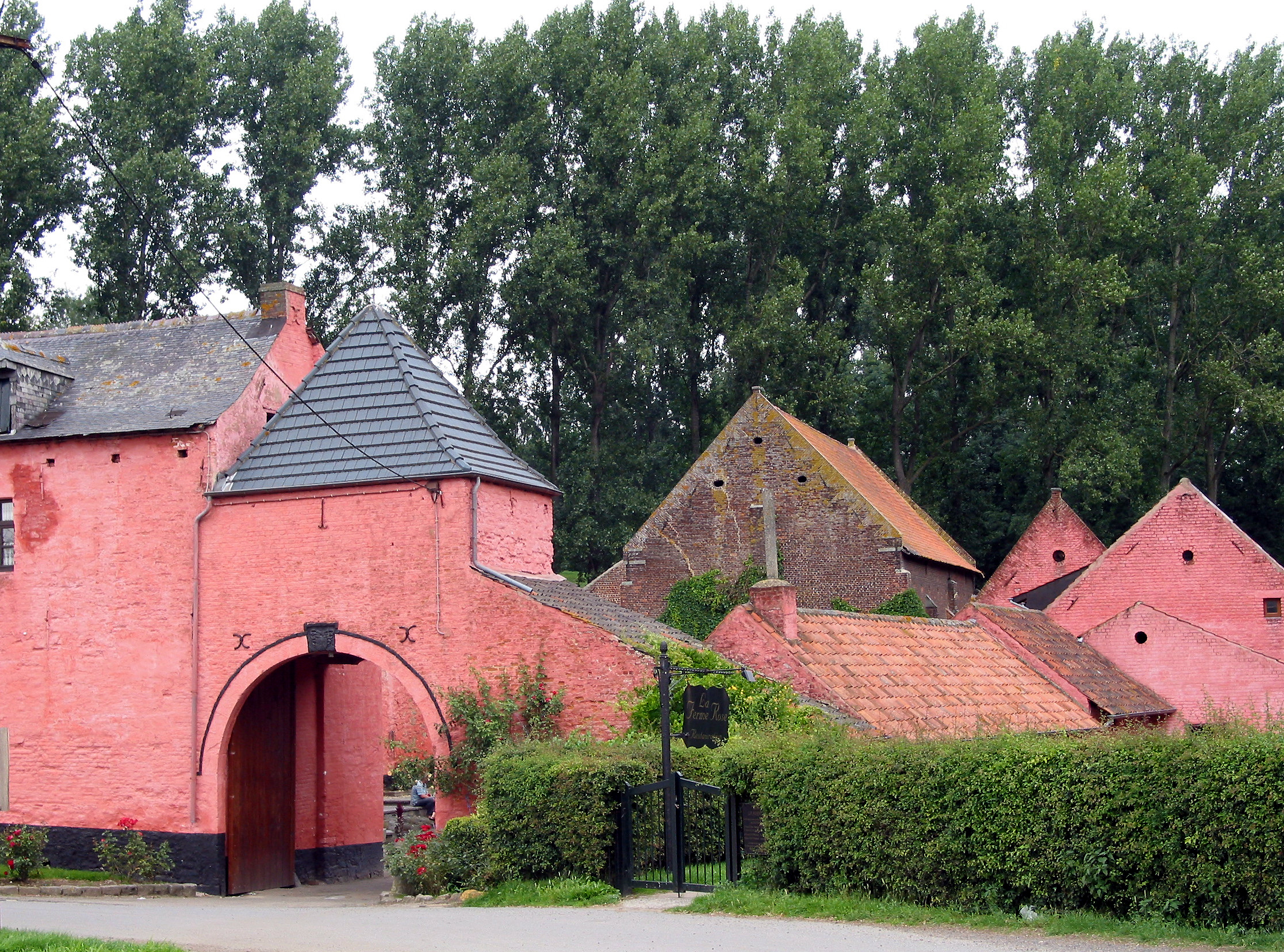
La ferme Binchfort
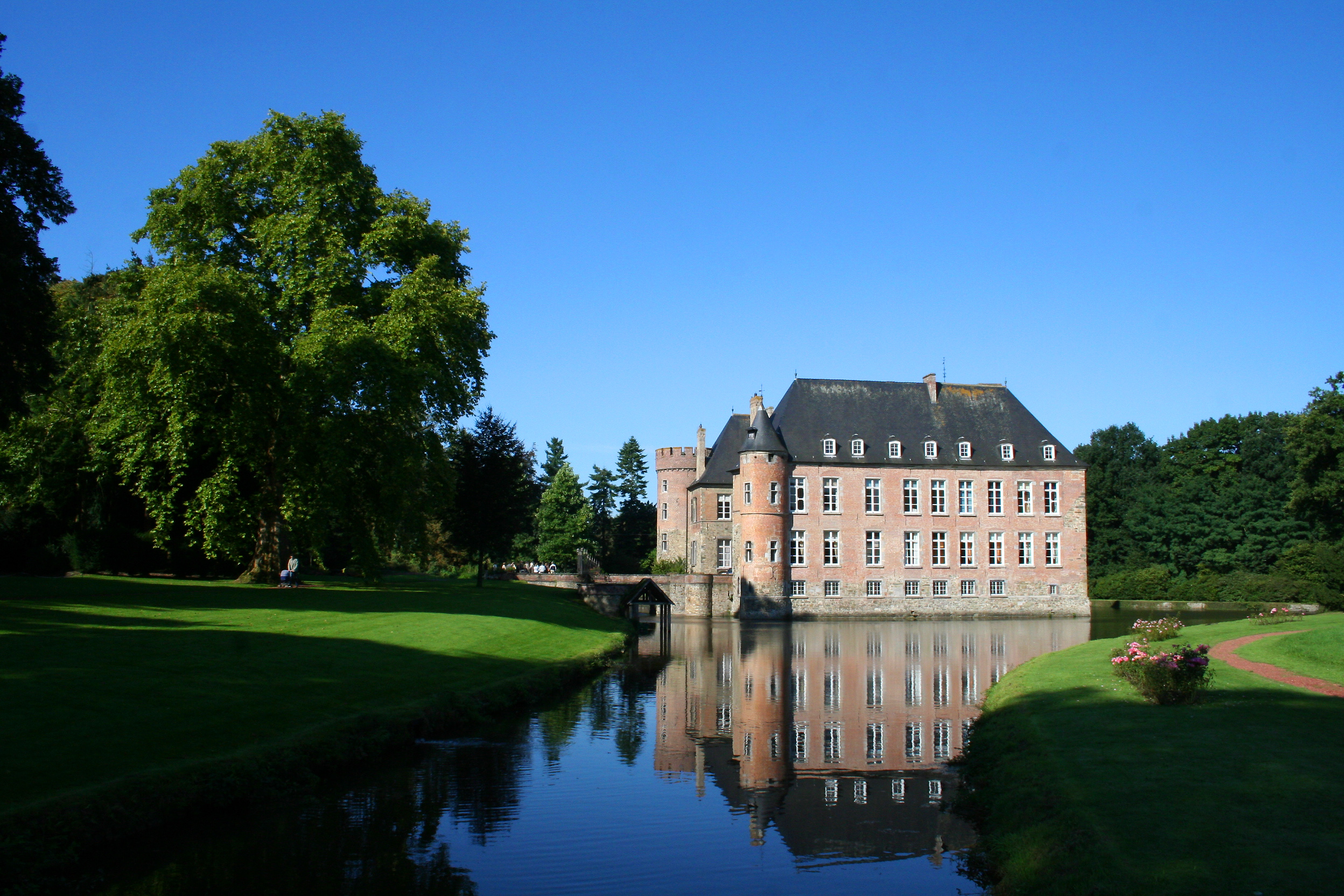
Het kasteel

## Natuur en landschap
Kasteelbrakel ligt aan de Hain die westwaarts naar de Sennette stroomt. In de buurt liggen enkele bossen waarvan het Hallerbos het belangrijkste is. De hoogte aan de kerk bedraagt 62 meter.

## Demografische ontwikkeling

### Demografische evolutie voor de fusie
- Bronnen:NIS, Opm:1831 tot en met 1970=volkstellingen, 1976= inwoneraantal op 31 december

### Demografische evolutie van de fusiegemeente
Alle historische gegevens hebben betrekking op de huidige gemeente, inclusief deelgemeenten, zoals ontstaan na de fusie van 1 januari 1977.
- Bronnen:NIS, Opm:1831 tot en met 1981=volkstellingen; 1990 en later= inwonertal op 1 januari

| Inwoners van jaar tot jaar op 1 januari 1992 tot heden | Inwoners van jaar tot jaar op 1 januari 1992 tot heden | Inwoners van jaar tot jaar op 1 januari 1992 tot heden |
| jaar                                                   | Aantal                                                 | Evolutie: 1992=index 100                               |
| ------------------------------------------------------ | ------------------------------------------------------ | ------------------------------------------------------ |
| 1992                                                   | 8.249                                                  | 100,0                                                  |
| 1993                                                   | 8.268                                                  | 100,2                                                  |
| 1994                                                   | 8.366                                                  | 101,4                                                  |
| 1995                                                   | 8.465                                                  | 102,6                                                  |
| 1996                                                   | 8.575                                                  | 104,0                                                  |
| 1997                                                   | 8.734                                                  | 105,9                                                  |
| 1998                                                   | 8.853                                                  | 107,3                                                  |
| 1999                                                   | 8.963                                                  | 108,7                                                  |
| 2000                                                   | 8.994                                                  | 109,0                                                  |
| 2001                                                   | 9.143                                                  | 110,8                                                  |
| 2002                                                   | 9.155                                                  | 111,0                                                  |
| 2003                                                   | 9.312                                                  | 112,9                                                  |
| 2004                                                   | 9.381                                                  | 113,7                                                  |
| 2005                                                   | 9.434                                                  | 114,4                                                  |
| 2006                                                   | 9.446                                                  | 114,5                                                  |
| 2007                                                   | 9.517                                                  | 115,4                                                  |
| 2008                                                   | 9.578                                                  | 116,1                                                  |
| 2009                                                   | 9.655                                                  | 117,0                                                  |
| 2010                                                   | 9.762                                                  | 118,3                                                  |
| 2011                                                   | 9.816                                                  | 119,0                                                  |
| 2012                                                   | 9.886                                                  | 119,8                                                  |
| 2013                                                   | 9.991                                                  | 121,1                                                  |
| 2014                                                   | 10.084                                                 | 122,2                                                  |
| 2015                                                   | 10.137                                                 | 122,9                                                  |
| 2016                                                   | 10.287                                                 | 124,7                                                  |
| 2017                                                   | 10.345                                                 | 125,4                                                  |
| 2018                                                   | 10.447                                                 | 126,6                                                  |
| 2019                                                   | 10.549                                                 | 127,9                                                  |
| 2020                                                   | 10.548                                                 | 127,9                                                  |
| 2021                                                   | 10.532                                                 | 127,7                                                  |
| 2022                                                   | 10.638                                                 | 129,0                                                  |
| 2023                                                   | 10.671                                                 | 129,4                                                  |
| 2024                                                   | 10.646                                                 | 129,1                                                  |
| 2025                                                   | 10.638                                                 | 129,0                                                  |

## Politiek

### Resultaten gemeenteraadsverkiezingen sinds 1976
| Partij               | 10-10-1976 | 10-10-1976 | 10-10-1982 | 10-10-1982 | 9-10-1988 | 9-10-1988 | 9-10-1994 | 9-10-1994 | 8-10-2000 | 8-10-2000 | 8-10-2006 | 8-10-2006 | 14-10-2012 | 14-10-2012 | 14-10-2018 | 14-10-2018 | 13-10-2024 | 13-10-2024 |
| Stemmen / Zetels     | %          | 17         | %          | 19         | %         | 19        | %         | 19        | %         | 19        | %         | 21        | %          | 21         | %          | 21         | %          | 21         |
| -------------------- | ---------- | ---------- | ---------- | ---------- | --------- | --------- | --------- | --------- | --------- | --------- | --------- | --------- | ---------- | ---------- | ---------- | ---------- | ---------- | ---------- |
| RB761 / RB822 / RB3  | 37,881     | 7          | 67,522     | 13         | 61,643    | 13        | 55,263    | 12        | 52,613    | 12        | 62,763    | 15        | 62,253     | 15         | 64,243     | 14         | 80,503     | 19         |
| IC                   | 19,88      | 3          | -          |            | -         |           | -         |           | -         |           | -         |           | -          |            | -          |            | -          |            |
| ECOLO                | -          |            | -          |            | 9,06      | 1         | 12,54     | 2         | 14,25     | 2         | 15,01     | 2         | 22,46      | 4          | 35,76      | 7          | 12,83      | 2          |
| PS1 / UNIS2 / WBCN3  | 42,251     | 7          | 32,481     | 6          | 29,31     | 5         | 27,51     | 5         | 18,411    | 3         | 22,242    | 4         | 15,293     | 2          | -          |            | -          |            |
| AVENIR               | -          |            | -          |            | -         |           | -         |           | 12,88     | 2         | -         |           | -          |            | -          |            | -          |            |
| La Voix Citoyenne    | -          |            | -          |            | -         |           | -         |           | -         |           | -         |           | -          |            | -          |            | 6,67       | 0          |
| UNIE                 | -          |            | -          |            | -         |           | 4,7       | 0         | -         |           | -         |           | -          |            | -          |            | -          |            |
| Vivant               | -          |            | -          |            | -         |           | -         |           | 1,86      | 0         | -         |           | -          |            | -          |            | -          |            |
| Totaal stemmen       | 4778       | 4778       | 5135       | 5135       | 5290      | 5290      | 5682      | 5682      | 6035      | 6035      | 6406      | 6406      | 6513       | 6513       | 6953       | 6953       | 6798       | 6798       |
| Opkomst %            |            |            |            |            | 94,43     | 94,43     | 92,93     | 92,93     | 91,9      | 91,9      | 92,99     | 92,99     | 89,06      | 89,06      | 90,20      | 90,20      | 86,98      | 86,98      |
| Blanco en ongeldig % | 3,24       | 3,24       | 3,78       | 3,78       | 3,82      | 3,82      | 5,98      | 5,98      | 5,32      | 5,32      | 6,70      | 6,70      | 7,11       | 7,11       | 8,51       | 8,51       | 6,99       | 6,99       |

De zetels van de bestuursmeerderheid worden vet aangegeven. De grootste partij is in kleur.

## Katholieke kerk
Kasteelbrakel vormt samen met Eigenbrakel het dekenaat Brakel, zie lijst van parochies van het vicariaat Waals-Brabant.

## Verkeer
De gemeente had aan spoorlijn 115 het station Kasteelbrakel en het station Woutersbrakel.

## Bekende inwoners

### Geboren
- Albrecht van Horne (1642 - 1694), bisschop van Gent
- Jean Borremans (1911 - 1968), politicus
- Charles (2001), zangeres

## Nabijgelegen kernen
Woutersbrakel, Clabecq, Ittre, Haut-Ittre, Essenbeek